# Arthur Spier
Arthur Spier (* 22. Juli 1898 in Ballenstedt; † 30. März 1985 in New York City) war ein deutscher Pädagoge und Schuldirektor.

## Leben
Der aus einer streng orthodoxen jüdischen Familie stammende Spier erhielt eine Schulausbildung in Bad Schwalbach. Da er als mathematisch begabt galt, entwickelte er während des Ersten Weltkriegs Messgeräte für Flugzeuge und überlebte einen Absturz während eines Probeflugs, bei dem er Verletzungen erlitt. Anschließend studierte er Mathematik, Physik und Philosophie an mehreren Universitäten in Deutschland. Hinzu kam ein Studium der Judaistik an der Universität Frankfurt am Main und am Rabbinerseminar zu Berlin. Nach dem Staatsexamen 1922 an der Universität Marburg erhielt er 1924 mit Auszeichnung die Lehrbefähigung für höhere Schulen.
1926 erhielt Spier einen Ruf als Direktor der Talmud-Tora-Schule in Hamburg. Er folgte auf Joseph Carlebach und führte dort die von Carlebach eingeleiteten Änderungen des pädagogischen Konzepts fort. Er entwickelte die Schule zu einer jüdischen Gesamtschule weiter, die Grundschule, Volksschule und Oberrealschule, zwei „Hilfsklassen“ für lernschwache Schüler, Handwerksklassen und ein Seminar für jüdische Studienreferendare umfasste. Mit der staatlichen Anerkennung 1932 erhielt Spier den Posten des Oberdirektors der Schule mit 700 Schülern, in der alle Pädagogen in allen Schulzweigen lehrten.
Nach der Machtergreifung 1933 erhielt die Schule zunächst keine staatlichen finanziellen Zuwendungen mehr. Spier, der außerordentlich geschickt mit den zuständigen Behörden und der Gestapo umzugehen verstand, gelang es, diese wiederzubekommen und in der Schule einen vergleichsweise ungestörten Lehrbetrieb aufrechtzuerhalten. Die Schule vermittelte nun handwerkliches und landwirtschaftliches Wissen und bereitete die Schüler auf eine Auswanderung vor, wobei Spier notleidenden Kindern, Eltern und Kollegen half. Die Nationalsozialisten inhaftierten und misshandelten Spier während der Novemberpogrome 1938 für kurze Zeit. Elf Tage nach Haftentlassung erreichte er die Freilassung von Kollegen, die im KZ Sachsenhausen interniert waren und durch ihre Rückkehr die Wiederaufnahme des Schulbetriebs ermöglichten.
In den nächsten Monaten setzte sich Spier für Kindertransporte ein, die nach England und in andere Länder Europas führten. Er reiste mit mehreren Transporten nach England, wo er bis zum Beginn des Zweiten Weltkriegs, mit dem die Transporte endeten, die Unterbringung weiterer Kinder mitorganisierte. Nachdem die Nationalsozialisten im Sommer 1939 die Schule geräumt hatten, brachte Spier die verbliebenen jüdischen Schulen im Gebäude der jüdischen Mädchenschule unter. Im März beauftragte die Gestapo den Schulleiter, in den USA Geld für ein vermeintlich geplantes „Judenreservat“ in Lublin zu besorgen. Spier kehrte nicht nach Deutschland zurück, sondern ließ sich in New York nieder. Er gründete und leitete dort die Manhattan Day School, die er nach dem Prinzip der Hamburger Schule organisierte und leitete. Sein Konzept, das ihm hohes Ansehen einbrachte, entwickelte sich zu einem Vorbild für viele vergleichbare Schulen in den USA. Spier leitete in New York außerdem die Spanisch-Portugiesische Schule.
Spier schrieb mit dem Comprehensive Hebrew Calender einen allgemeinverständlichen mathematischen Kalender, der die Verbindung zwischen dem jüdischen Kalender und dem Gregorianischen Kalender für die Jahre 1900 bis 2100 herstellt. Das weitverbreitete Werk erschien 1986 in dritter Auflage.